# La scopa della vedova
La scopa della vedova  (The Widow's Broom) è un racconto illustrato di Chris Van Allsburg. Pubblicato originariamente nel 1992, in Italia è uscito nel 2013, edito da Logos.

## Trama
La povera vedova Minna Shaw, andando per i campi vicino alla sua fattoria, si imbatte in una strega disarcionata dalla propria scopa. Presasi cura della donna svenuta, Minna viene ricompensata con il magico mezzo di trasporto, che, dotato di vita propria, è capace di svolgere qualsiasi lavoro pesante o domestico e persino di suonare il pianoforte.
La fama dello straordinario attrezzo si diffonde presto in tutto il contado e, mentre acquista un'aura di ammirazione e rispetto fra le donne e i bambini, gli uomini, diffidenti, si convincono sempre più che quella creatura stregata sia da bruciare al più presto.
Quando la scopa, provocata da due monelli, si rivolta contro degli esseri umani, subito si decide di darla al rogo e Minna, impotente, acconsente. I responsabili, i subdoli membri della famiglia Spivey, non vengono tuttavia lasciati impuniti: il fantasma della scopa fa loro visita tutte le notti e così, in prenda al terrore, gli Spivey decidono di andarsene.
Minna può così finalmente godersi la compagnia e l'aiuto del magico oggetto che, vivo e vegeto, la vedova aveva sostituito prontamente con il proprio comune attrezzo per le pulizie un momento prima che i vicini, inferociti, le piombassero in casa per liberarsi dell'oggetto magico.

## Edizioni
- Chris Van Allsburg, La scopa della vedova, traduzione di Francesca Del Moro, Logos, 2013,  p. 32, ISBN 978-88-576-0652-1.